# Олександр Терен
Олекса́ндр Будько́ (псевдо: «Терен», літературний псевдонім: Олександр Терен; нар. 13 травня 1996) — український військовий, ветеран російсько-української війни, громадський діяч, спортсмен, письменник. Утратив обидві ноги в ході Слобожанського контрнаступу 2022 року, після чого став відомим як громадський діяч, порушуючи питання інклюзії та ставлення до ветеранів війни, та як письменник-автор автобіографічного роману «Історія впертого чоловіка». Призер «Ігор Нескорених» 2023 року з плавання. Головний учасник телевізійного шоу на СТБ «Холостяк» 2024 року.

## Життєпис
Народився 1996 року в місті Рівне. Здобув технічну освіту та згодом перебрався до Києва, де до 2022 року працював шеф-баристою. Паралельно проходив курси з графічного дизайну та активно займався спортом, зокрема пауерліфтингом та єдиноборствами.
В дитинстві у нього виявили клишоногість, через яку він мав багато комплексів. М'язи на ікрах були деформовані, тому що був постійний тиск на них. Ніколи не ходив в шортах.
24 лютого 2022 року Олександр мав виходити на останній свій день роботи; вранці його розбудив телефонний дзвінок від дівчини. Вона чула вибухи, та він не повірив. А потім і сам почув вибух за вікном — це розірвався снаряд. Олександр нашвидкуруч зібрав тривожну валізку, вивіз дівчину у безпечне місце. А потім пішов до військкомату; отримав призначення в IT-військах, та його це зовсім не влаштовувало. Доєднався добровольцем до батальйону «Карпатська Січ» командиром взводу.
З початком вторгнення Олександр намагався потрапити на фронт. Не бажаючи йти до військкомату, де він міг отримати відмову через стан здоров'я, опинився в націоналістичній спільноті добровольців, з якою їздив на тренування. Під час битви за Київ Олександр охороняв важливу будівлю, що не влаштовувало його. Пізніше спільнота розформувалась, і він потрапив у батальйон «Карпатська Січ». Через місяць його було призначено командиром взводу вогневої підтримки другої роти, а вже 19 травня підрозділ опинився на лінії фронту на Харківщині.
24 серпня 2022 року під час боїв у селі Дмитрівка в ході Слобожанського контрнаступу зазнав важкого поранення, втративши обидві ноги. Олександр з групою зайшов в посадку, а на висоті стояв ворожий танк. Танк почав обстріл посадки, військовики до нього не могли дістати мінометами, тому піхоті дали «відбій». Втома взяла своє, Олександр почав засинати, в той час його поранило в ноги. Його почало засипати землею, врятували старі двері — вони впали і вберегли від того, щоб окоп перетворився на мою могилу. Потім хлопці його відкопали, поставили турнікети на обидві ноги, знеболили. У сусідньому селі Барвінкове йому провели першу ампутацію; далі Олександра завезли в лікарню у Харків, потім — до Полтави. Почалося відмирання тканин і лікар сказав, що ліву ногу теж треба відтяти. Батьки про ампутації не знали — хотів їм сказати після всіх операцій, аби зайвий раз не засмучувати. Дізналися про новини з соцмереж, де товариш Олександра оголосив збір грошей на медичні витрати.
Певний час проходив лікування в Україні, а згодом відправився на реабілітацію в США, де отримав протези.
У 2025 році здобув другу вищу освіту в Харківському національному університеті внутрішніх справ на магістратурі за спеціальністю «Фінанси, банківська справа та страхування».

## Спортивна діяльність
Через три місяці після поранення Олександр отримав протези ніг. Оскільки він планував займатись спортом, то також подав заявку до Revived Soldiers Ukraine, яка займається протезуванням військових у США, і через кілька місяців потрапив туди. Там йому поставили змінні спортивні протези: одні для бігу та інші для кросфіту. Приєднався до національної збірної «Invictus Games» і у вересні 2023 року взяв участь в «Іграх Нескорених-2023», де став бронзовим призером із плавання на 50 метрів вільним стилем у класі ISB, з результатом 50.66 секунди.
Окрім плавання, також виступив у паверліфтингу, де ввійшов до топ-5. Виступав в складі української команди з баскетболу на візках та об'єднаної збірної — в регбі.

## Літературна діяльність
Ще під час боїв на Харківщині Олександр набув популярності, описуючи фронтові будні в Instagram, його сторінка tsvit_terenu мала 23 тисячі підписників, а після поранення взявся за написання автобіографічного роману «Історія впертого чоловіка», в якому розповідає про своє життя під час повномасштабного вторгнення: від спроб потрапити до лав ЗСУ й до моменту, коли отримав важке поранення під час харківського контрнаступу. Почав писати книгу з жовтня 2022 року та працював над нею майже рік — до літа 2023 року.
З осені 2023 року презентував дебютний роман у різних містах України. У 2024 році відбулася презентація книги за кордоном.
Станом на березень 2023 року вчився на арт-менеджера й займався в школі публіцистики, розраховуючи на те, що це допоможе писати книгу. До школи його запросили з огляду на його інстаграм-блог про війну, викладачами в ній були відомі українські письменники: Юрій Андрухович, Оксана Забужко, Любко Дереш.

## Громадська діяльність

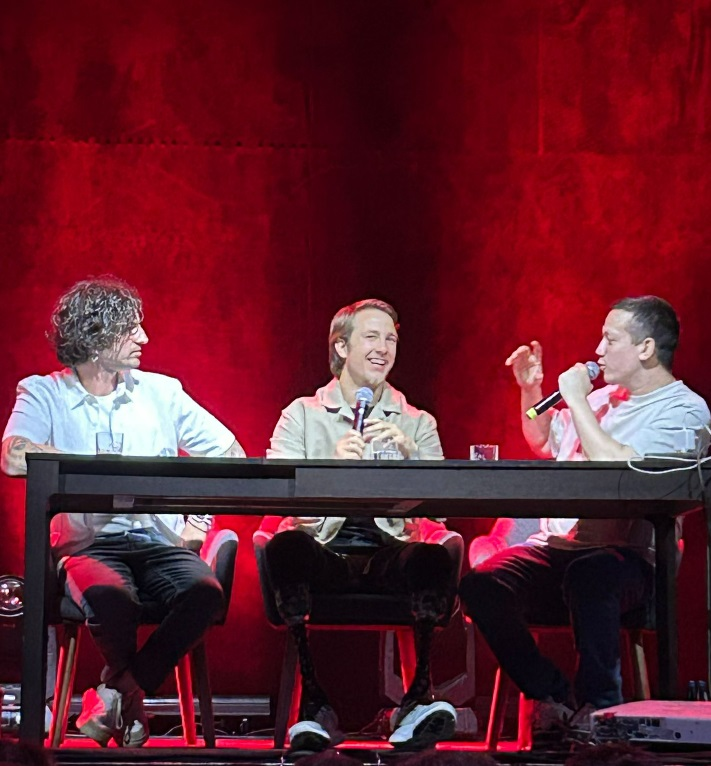
Володимир Дантес, Олександр Терен та Олексій Дурнєв. Шоу «Пожежа» в Кракові, 2024 рік

Олександр Терен веде активну громадську діяльність, порушуючи питання інклюзії та ставлення до ветеранів війни. У травні 2023 року ветеран став зіркою благодійного вечора 76-го кінофестивалю в Каннах, присвяченого Україні. Під час заходу відбувся благодійний аукціон, на якому гості зібрали понад 55 тисяч євро на закупівлю евакуаційних швидких та розвиток військової медицини.
У липні 2023 року взяв участь у хореографічній постанові «Жизель» балетною трупою United Ukrainian Ballet в Каліфорнії. Гроші від вистави пішли на гуманітарну допомогу для України.
Восени 2023 Олександр Терен став одним із героїв проєкту-присвяти Нескорені від телеканалу СТБ. У рамках проєкту вийшов документальний фільм про учасників української збірної Invictus, цикл інтерв'ю, спецвипуск «Спілкування з Нескореними» та масштабний фотопроєкт «Нескорені можуть все», який був реалізований СТБ у партнерстві з Укрзалізницею.
Став головним героєм документального фільму Front Row (Перший ряд), продюсеркою якого стала світова зірка Сара Джесіка Паркер.
У 2024 році заснував тревел-шоу на YouTube Відвал ніг, або All інклюзив, де ветеран разом зі знаменитостями подорожує містами України та досліджує їх на безбар'єрність.
Олександр співавтор благодійної лімітованої колекції прикрас ручної роботи Цвіт Терену. Також спільно з першим в Україні інклюзивним ательє Lady Di atelier створив лімітовану колекцію футболок дроп Залізні люди. Обидві колекції присвячено незламному духу українців, а кошти з продажу спрямовано на нагальні потреби Збройних сил України.

## Шоу-бізнес
З 11 грудня 2023 року веде Youtube-канал ТЕРЕН, де ключовою програмою є «Відвал ніг, або All інклюзив» про доступність інфраструктури для людей з інвалідністю в містах України. До проєкту приєднались телеведуча Маша Єфросиніна, стендап-комік Василь Байдак, співак Володимир Дантес та співачка Саша Заріцька.
У травні 2024 року Олександр брав участь у реаліті-шоу «Холостяк». Він пояснив це необхідністю формувати національну культуру, дружню до ветеранів і ветеранок.
У жовтні 2024 вийшов кліп гурту O.Torvald на пісню «Хейту На Зло» де Олександр зіграв одну з головних ролей.